# Fundación Goyeneche

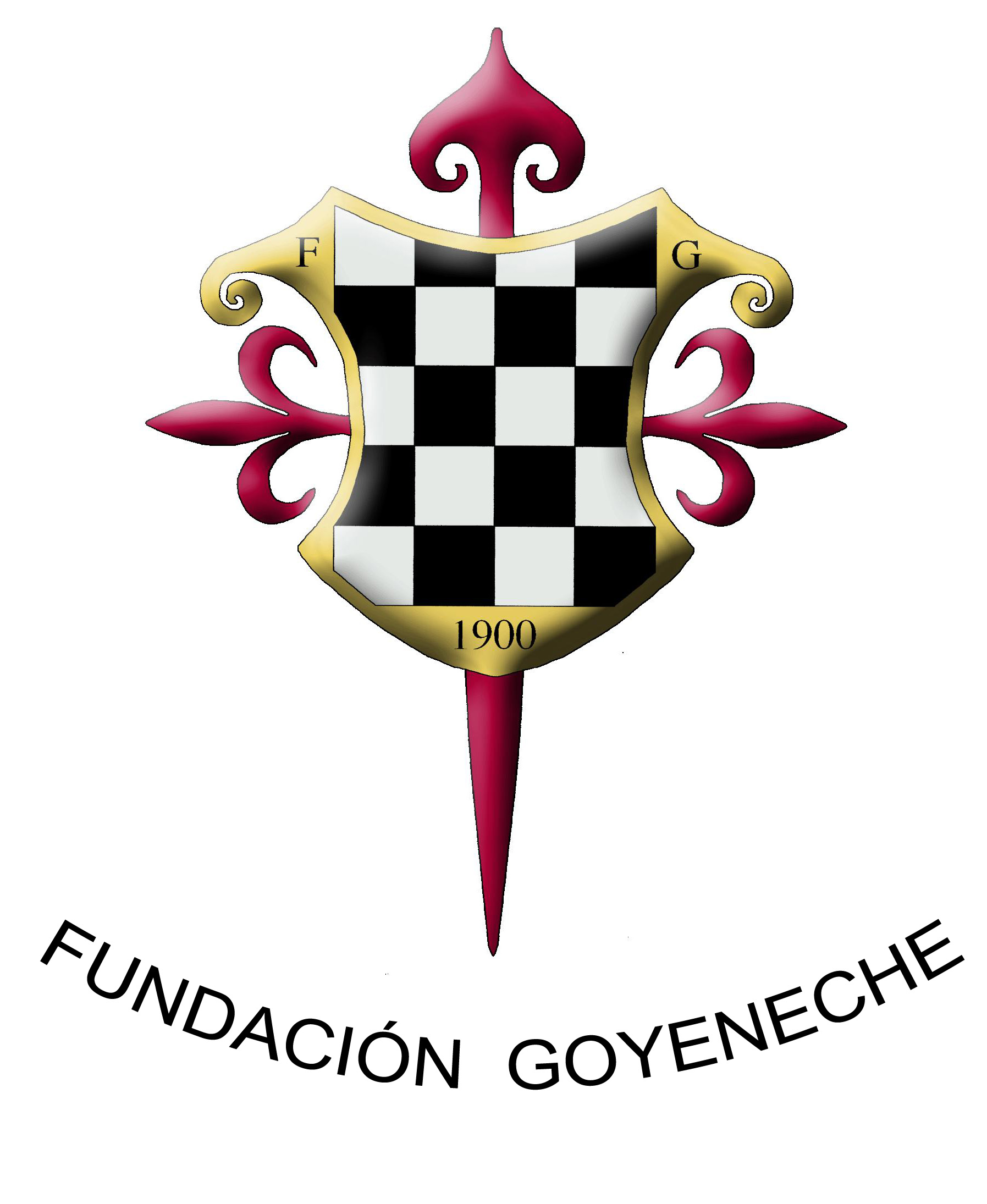

La Fundación Goyeneche es una entidad benéfica, privada y sin ánimo de lucro dedicada a la asistencia y atención de disminuidos físicos, psíquicos o enfermos mentales, sostenimiento de personas sin medios económicos suficientes para satisfacer necesidades básicas de alimento, habitación o vestido y asistencia a ancianos y personas desvalidas o desamparadas familiar o socialmente.
Actualmente está sometida al control del Protectorado de Fundaciones Asistenciales de la Comunidad de Madrid, ante el que rinde cuentas de su gestión y actividades.

## Historia
La Fundación Goyeneche fue constituida en el año 1900 por disposición testamentaria de Don José Sebastián de Goyeneche y Gamio, quien encargó a su mujer, Valentina Camacho, primera marquesa de Casas Novas, y a su hermano Juan Mariano, conde de Guaqui, la constitución efectiva de la Fundación.
Por Real Orden de 21 de abril de 1920 la Fundación Goyeneche fue declarada de Beneficencia Particular.
Hasta el año 2001, la presidencia del Patronato de la Fundación Goyeneche estuvo encomendada al Arzobispo de Toledo, Primado de España. A partir de ese año, con el fin de facilitar las reuniones y trámites burocráticos necesarios para el funcionamiento de la Fundación, se acordó con aprobación del Protectorado de Fundaciones que la presidencia recayera en un miembro de la familia del fundador, particularmente en algún descendiente directo de su hermano Juan Mariano, conde de Guaqui.
Después de años de complicadas gestiones se logró adecuar la situación de la centenaria fundación a la legislación vigente y poner al día su estructura, patronato, estado de cuentas y funcionamiento general. Todo ello se logró durante la presidencia de Don Juan Mariano de Goyeneche Silvela, marqués de Casa Dávila, actual Presidente de Honor.

## Obras realizadas por la Fundación
Con fondos de la Fundación se construyó en el barrio de San Blas, de Madrid, un Colegio de Educación Especial para niños y niñas disminuidos físicos y psíquicos o con algún tipo de enfermedad mental que poco después pasaría a ser de titularidad municipal. Actualmente depende orgánicamente de la consejería de educación de la Comunidad de Madrid, si bien parte de su personal todavía está adscrito al Ayuntamiento
Actualmente la Fundación Goyeneche está enviando comida, vestido, útiles de limpieza, aseo y de estudio a Norias de Daza, una población rural perteneciente al municipio de El Ejido, Almería, para asistencia y educación de niños y niñas inmigrantes sin medios de supervivencia; colabora habitualmente con las Hermanas del Sagrado Corazón de Madrid con el envío de dinero, comida, juguetes y vestidos para hacer frente a sus obras asistenciales; todos los años desarrolla una Campaña de Navidad en la que entrega comida, utensilios de primera necesidad, juguetes, vestidos y regalos a las familias más necesitadas de Madrid, así como a albergues y locales regentados por organizaciones y congregaciones católicas; en dos ocasiones la Fundación ha enviado material médico y quirúrgico a un dispensario en Haití; la Fundación Goyeneche ha colaborado también con asociaciones benéficas promoviendo un campamento para niños y jóvenes del distrito Centro de Madrid, fuertemente marcado por la inmigración e inestabilidad familiar, así como por un preocupante aumento de problemas de drogadicción en los más jóvenes.
La Fundación colabora asiduamente con el Convento de Carmelitas Descalzas de Loeches (Madrid), las Hermanitas de los Pobres de Madrid, el Albergue, Comedor y Centro de Día “Luz Casanova”, el Albergue de San Juan de Dios de Alcobendas (Madrid), la Asociación Karibu, Amigos del Pueblo Africano, las Religiosas del Sagrado Corazón de Madrid y otras organizaciones benéficas y asistenciales católicas.

## La Fundación Goyeneche de San Sebastián
En el año 1950 el Patronato de la Fundación Goyeneche acordó una escisión de la misma constituyendo la "Fundación Goyeneche de San Sebastián" para poder instalar en aquella ciudad un establecimiento asistencial que se pudo construir gracias a las donaciones de terrenos efectuadas en los años veinte por el Conde de Guaqui y su hermana la Duquesa de Goyeneche.
Para evitar la confusión con la Fundación matriz, la nueva fundación donostiarra debía añadir siempre al apellido del fundador el topónimo "de San Sebastián". Sin embargo, para mantener la vinculación con la familia Goyeneche, el nuevo Patronato debía contar siempre con un miembro de la familia del fundador.
En 1955 el Jefe del Estado inauguró la Colonia Infantil edificada con la colaboración de la entonces denominada Caja de Ahorros Provincial de Guipúzcoa (posteriormente Gipuzkoako Kutxa - Caja de Guipúzcoa) . En representación de la familia del fundador estuvieron presentes el marqués de Casa Dávila y el duque de Gor. Este establecimiento estaba dedicado a albergue para niñas pobres o desamparadas familiar o socialmente. 
Con el paso del tiempo, las necesidades asistenciales en dicha ciudad exigieron otro tipo de actividad, con lo que se transformó la colonia infantil en un lugar de acogida y empleo para hombres y mujeres con algún tipo de deficiencia psíquica o enfermedad mental (Talleres Protegidos "Gureak" y "Gureak Marketing") con el fin de lograr su inserción en el mundo social y laboral. Para ello fue construido un nuevo edificio de aspecto moderno, cuya propiedad también pertenece a la Fundación
Según disposición testamentaria, el fundador estableció la obligación perpetua de que la fachada de dicho edificio estuviera presidida por una cruz.